# مانع المعيني
مانع المعيني كاتب وإعلامي إماراتي.

## حياته
بدأ مانع المعيني مسيرته الإعلامية في الربع الأخير من سنة ٢٠١٤ بتقديم برنامج يوتيوبي من إعداده بعنوان «الصامت المتحدث» وكان البرنامج يتناول مختلف المواضيع الإجتماعية والتي يعدها مهمة من ناحية التصرفات الشخصية، والتي تعد من ركائز الحياة اليومية، والتي لا يلقِ لها بال أغلب الناس، على سبيل المثال تطرّق لثقافة الإعتذار وما خلف العتاب والكثير من المواضيع الأخرى، حاملا على عاتقه هم الشباب والمجتمع، بعد الإنتهاء من الموسم الأول، تبّنت إذاعة رأس الخيمة إف إم البرنامج ليتم عرض الموسم الثاني في رمضان بشكل يومي. بعد ذلك بدأ المعيني أولى تجاربه الإعلامية والتي يعدها إحدى التجارب الحقيقية. كما أطلق مبادرة «كشمة»، والتي تساعد الكُتاب على تطوير مواد كتبهم قبل نشرها، وأسس وكالة كتاتيب، وأعدّ وقدّم برنامجاً تلفزيونياً يجمع فيه الأدباء والشعراء، كما أصدر عدّة إصدارات، والتي أعطته خبرة في ما بعد بكيفية التسويق لأعماله، له إصدارات أدبية، منها: «مذكرات شاب فاشل» و«ماريا كرستوفر» و«الشارع الإبداعي» و«حفلة طلاق»، كما قدّم برنامج «حبر وقلم» على قناة «الشرقية» الإذاعية، التي تبث من كلباء، وهو برنامج ثقافي يحاور فيه الكتّاب الإماراتيين، وصاحب مبادرة «من النص إلى الإبداع»، التي تدعم الكتّاب المبتدئين للوصول إلى نشر أعمالهم.

## آراء

### الكتابة
يؤمن مانع المعيني بأن الكتابة عطر جمّل حياته، ويعتبرها الفراشة الأهم على سطح الأرض، ويؤكد أنه لا يمكنه الامتناع عنها لأنها ملأت حياته سعادة ومحبة وحبوراً. صاحب رسالة أدبية وطنية هادفة، يحرص عبرها على تأصيل العديد من القيم والمبادئ النبيلة الموجهة إلى جميع أفراد المجتمع، وذلك عبر مؤلفاته المبنية على حس وطني وانتماء وولاء لبلده الإمارات. يقول الكاتب: غزارة إنتاج الكاتب تعتمد على الفكرة، والفكرة تعتمد على خيال الكاتب، بعض الأحيان تختمر هذه الفكر في وقت بسيط جداً، وفي أحيان أخرى، يكون الكاتب حبيس الفكرة مدة من الزمن، حتى يتمكن من إسقاطها على الورق وكتابة المادة الأدبية.

### الصداقة
يقول عن الصداقة: من منظوري الشخصي كلمة الصداقة تم اشتقاقها من الصدق، أؤمن جداً بأن الصداقة علاقة سامية وراقية لأن الصديق لا تربطنا به علاقة دم أو أوراق رسمية أو جمعنا مكان عمل أو دراسة.

## مؤلفاته
| العنوان                                | اللغة   | الناشر                 | سنة النشر | عدد الصفحات | الرقم الدولي         | المصدر                     |
| -------------------------------------- | ------- | ---------------------- | --------- | ----------- | -------------------- | -------------------------- |
| مذكرات شاب فاشل                        | العربية | جميرة للنشر والتوزيع   | 2014      | 137         | (ردمك 9789948226215) | [ 7 ] [ 8 ]                |
| ماريا كرستوفر                          | العربية | دار هماليل             | 2014      | 122         | (ردمك 9789948209)    | [ 9 ]                      |
| شفتاك الصامتة                          | العربية | مداد للنشر والتوزيع    | 2014      | 79          | (ردمك 9789948226628) | [ 10 ]                     |
| حفلة طلاق                              | العربية | جائزة الأمارات للرواية | 2015      | 189         | (ردمك 9789948184416) | [ 11 ]                     |
| هي وهو                                 | العربية | الكتاب للنشر والتوزيع  | 2015      | 231         | (ردمك 9789948226888) | [ 12 ]                     |
| الشارع الأبداعي                        | العربية | مداد للنشر والتوزيع    | 2014      | 102         | (ردمك 9789948226567) | [ 13 ]                     |
| رقصة على حبل المشنقة                   | العربية | مداد للنشر والتوزيع    | 2014      | 73          | ردمك 9789948226550)  | [ 14 ]                     |
| طاهر - موت رحيم                        | العربية | كتاب للنشر والتوزيع    | 2019      | 240         | (ردمك 9789948365976) | [ 15 ] [ 16 ]              |
| حكايا الميدان: تجرية في الخدمة الوطنية | العربية | كتاب للنشر والتوزيع    | 2017      | 121         | (ردمك 9789948481300) | [ 3 ] [ 17 ] [ 18 ] [ 19 ] |